# Axel Schmidt (Fußballspieler)
Axel Schmidt (* 1. Februar 1961) ist ein ehemaliger deutscher Fußballspieler.

## Karriere
Schmidt spielte im Amateurbereich beim TuS Koblenz und beim FV Bad Honnef in der Oberliga. Für den FVH schoss er in der Oberliga Nordrhein 1983/84 insgesamt 20 Tore. Durch seine Leistungen wurde der Bundesligist Bayer 05 Uerdingen auf ihn aufmerksam und holte ihn in die Mannschaft. Im Team von Trainer Karl-Heinz Feldkamp stand er im Kader neben den Geschwistern Friedhelm und Wolfgang Funkel, sowie Matthias Herget und Wolfgang Schäfer. Schmidt gab sein Debüt am 2. Spieltag der Saison 1984/85 gegen Borussia Dortmund. Er wurde für Peter Loontiens in der 88. Spielminute eingewechselt und das Spiel wurde 2:1 gewonnen. Schmidt spielte am 32. Spieltag sein zweites und letztes Mal in der Bundesliga. Bei der 1:6-Niederlage gegen den 1. FC Kaiserslautern spielte er ab der 56. Spielminute für Wolfgang Funkel. Nach der Spielzeit, das Werksteam hatte die Saison mit Platz sieben abgeschlossen, verließ er Krefeld und wechselte in die 2. Bundesliga zum MSV Duisburg. Er verabschiedete sich mit dem Gewinn des DFB-Pokals 1985. Schmidt hatte in den ersten beiden Runden jeweils einen Kurzeinsatz. Das Finale wurde durch Tore von Horst Feilzer und Wolfgang Schäfer mit 2:1 gegen den FC Bayern München gewonnen. Für den MSV absolvierte der Torjäger Schmidt 18 Spiele und erzielte fünf Tore, damit war er neben Michael Struckmann und Rudi Decker bester Torschütze seines Teams. Eine Verletzung zwang ihn, seine Karriere als Fußballspieler zu beenden.

## Erfolge
- DFB-Pokal-Sieger: 1985

## Privates
Schmidt betrieb in Bad Honnef ein Sportgeschäft.